# Muchawka (wieś)
Muchawka – wieś na Ukrainie, w  rejonie czortkowskim obwodu tarnopolskiego, w hromadzie Nagórzanka.
Znajduje się tu przystanek kolejowy Muchawka, położony na linii Biała Czortkowska – Zaleszczyki – Stefaneszty.
W II Rzeczypospolitej miejscowość w powiecie czortkowskim województwa tarnopolskiego.
W latach 1943–1945 r. nacjonaliści ukraińscy z OUN-UPA  zamordowali tutaj 15 Polaków, w tym kapitana WP Zygmunta Rekusza.